# Еланов, Аркадий Валентинович
Аркадий Валентинович Еланов (29 февраля 1964 — 22 декабря 2022) — художник, живописец. Член-корреспондент Российской академии художеств (2012).

## Биография
Родился 29 февраля 1964 года в Усть-Каменогорске Восточно-Казахстанской области.
Окончил художественную школу в Железноводске Ставропольского края. В 1983 году был принят на 2-й курс педагогического факультета Ивановского художественного училища. После окончания училища, работал преподавателем рисунка и живописи в Железноводской художественной школе (1986—1988). Окончил Московский художественный институт имени В. И. Сурикова (1988—1994), мастерская А. С. Трофимова и профессора В. Н. Забелина. Во время учёбы посещал занятия в мастерских Т. Т. Салахова и Е. Н. Максимова.
Жил и работал в городе Балашиха Московской области. 
Умер 22 декабря 2022 года.

## Творчество
Персональные выставкиПушкинская галерея (Железноводск, 1990). Государственная Дума (Москва, 1997).Управление делами Президента РФ Старая площадь (Москва, 1998) и 14 корпус Московского Кремля (Москва, 1999). Дом Правительства РФ (Москва, 1999). Клинический санаторий (Барвиха, Одинцовский р-н Московская область, 1999). Дом Правительства Москвы (Москва, Тверская ул. 13, Зал заседаний, 2002). Выставочный зал Совета Федерации (Москва, ул. Большая Дмитровка, 26, 2005). Выставка, посвященная двадцатилетию независимости России (Москва, Кремль, 14 корпус, 2010) , 1 корпус Московского Кремля(Москва, Кремль, 1корпус, 2012)
Основные произведения«Памяти русских великомучеников» или «Сон о Романовых» (х., м., 200х300, 1994). « Царь Алексей Михайлович Романов принимает пасхальные поздравления своих бояр в Теремном дворце Московского Кремля» (х., уголь 110х140, 2014). «Конный разъезд у боярских палат в Кремле» (бум., акварель 30х21, 2013). «Ревность боярина Морозова» (бум., акварель, 30х21, 2014). «Тропинка в сосновом лесу» (х., м., 131х100, 1998). «Осенние клёны в лесу» (х., м., 125х97, 1998). «Зима. Вётлы с мостиком» (х., м. 100х100, 2001). «Золотой шар» (х., м. 100х80, 2012). «Пионы в стеклянной вазе» (х., м. 80х60, 2014). «Ромашки и ноготки» (х., м. 70х50. 2014).

## Звания
- Член-корреспондент Российской академии художеств (2012).
- Заслуженный художник РФ (1999).
- Член Союза художников России (2000).